# Liviu Țăranu
Liviu Țăranu (n. 1976, Hârlău, județul Iași) este un istoric român, absolvent al Facultății de Istorie din cadrul Universității „Al. I. Cuza”, Iași (1998), doctor în istorie (2006). Este autorul unei teze de doctorat cu tema România în Consiliul de Ajutor Economic Reciproc (1949-1965).
Între anii 2000-2022 lucrează, în calitate de consilier, în cadrul Consiliului Național pentru Studierea Arhivelor Securității, Serviciul Cercetare. 
Este membru in Consiliul Științific al Institutului Revoluției Române  , membru în Consiliul Științific al Asociației Identitate Culturală Contemporană, membru în Asociația „Glasul Istoriei” și coordonator al Centrului de Cercetare al Fundației Europene Titulescu.
Este autorul a zeci de studii pe teme de istorie a comunismului românesc, a unor volume de autor, precum și a unor volume publicate în colaborare.
Este editor al publicației semestriale „Caietele CNSAS”, revistă care apare din 2008 și în care sunt publicate  studii referitoare la istoria Securității și regimului comunist din România.
Din luna octombrie 2022 este director al Institutului Cultural Român de la Beijing.

## Volume publicate
- „Bande, bandiți și eroi”. Grupurile de rezistență și Securitatea (1948-1968), coord. Florica Dobre, Editura Enciclopedică, București, 2003.
- Aprilie 1964 „Primăvara de la București”. Cum s-a adoptat „Declarația de independență” a României?, Editura Enciclopedică, București, 2004 (coautor dr. Florian Banu)
- Jurnale din Rezistența anticomunistă. Vasile Motrescu, Mircea Dobre (1952-1953), București, Editura Nemira, 2006 (coeditor Theodor Bărbulescu);
- Securitatea. Structuri, cadre, obiective și metode. 1948-1967 (vol. I), coord. Florica Dobre, Editura Enciclopedică, București, 2006;
- Gheorghe I. Brătianu în dosarele Securității. Documente (1947-1953), Editura Enciclopedică, București, 2006 (coautor  prof.dr. Aurel Pentelescu);
- România în Consiliul de Ajutor Economic Reciproc (1949-1965), Editura Enciclopedică, București, 2007;
- Ion Mihai Pacepa în dosarele Securității. 1978-1980, Editura Enciclopedică, București, 2009.
- Avram Bunaciu. Biografie, reflecții, corespondență, Editura Enciclopedică, București, 2011.
- „Pe luna decembrie nu mi-am făcut planul…”. Românii în „epoca de aur”. Corespondență din anii ’80, Editura Cetatea de Scaun, Târgoviște, 2012.
- Securitatea și intelectualii în România anilor ’80, Târgoviște, Editura Cetatea de Scaun, 2013
- Securitatea. 1948-1989, vol. I, Târgoviște, Editura Cetatea de Scaun, 2016; 477 p. (coeditor Florian Banu)
- Pagini din tinerețea lui Gheorghe I. Brătianu, Buzău, Editura Editgraph, 2018, 180 p. (coautor Aurel Pentelescu)
- Angelo Miculescu – ambasador la Beijing (telegrame desecretizate – 1982-1989), Târgoviște, Editura Cetatea de Scaun, 2018, 566 p. (coeditor Mihai Floroiu)